# Maliniec (Izbica)
Maliniec – część miasta Izbica w Polsce, w województwie lubelskim, w powiecie krasnostawskim, w gminie Izbica. Położony jest w południowo-wschodniej części miasta, w okolicy ulicy o tej samej nazwie (Maliniec).
Do 2021 część wsi Izbica-Wieś. W związku z przywróceniem Izbicy statusu miasta 1 stycznia 2022, Izbica-Wieś wraz z jej częściami Malińcem i Przysiółkiem stały się częściami miasta Izbicy.
W latach 1975–1998 wieś położona była w województwie zamojskim.